# Lina Strand
Lina Ingrid Maria Strand, född 23 december 1988 i Partille, är en svensk orienterare.

## Karriär
2008 blev Strand juniorvärldsmästarinna i stafett. Hon ingick i stafettlaget som tog brons vid EM 2012. 2017 sprang Strand första sträckan för Sverige i det lag som blev världsmästare i sprintstafett i Viljandi, Estland. De tre övriga sträckorna sprangs av Jerker Lysell, Jonas Leandersson och Helena Jansson. Den 14 augusti 2019 tog Strand silvermedaljen i långdistans vid världsmästerskapen i orientering 2019 i Østfold i Norge. Från 2012 har Lina vid internationella stafetter varit den givna löparen på första sträckan.
I juni 2022 var Strand en del av Sveriges lag som tog guld i sprintstafett vid VM i Kolding. Hon var senare också med i det svenska stafettlag som tog guld vid europamästerskapen i Estland.
Strand erövrade som senior under perioden 2009-2024 ett stort antal SM-medaljer - 4 guld, 6 silver, 6 brons.